# En pilgrims död
En pilgrims död är en svensk miniserie i fyra delar med premiär i SVT den 13 januari 2013. För regin står Kristian Petri och Kristoffer Nyholm. Manuset är skrivet av Sara Heldt och Johan Widerberg och bygger på den första och sista av de tre böckerna i Leif G.W. Perssons bokserie "Välfärdsstatens fall" (del två filmatiserades som separat TV-serie, Den fjärde mannen).
Miniserien utgör första delen av SVT:s "Leif GW Persson trilogi": En pilgrims död, Den fjärde mannen och Den döende detektiven, alla med Rolf Lassgård som Lars Martin Johansson i huvudrollen.

## Handling
Skeendet väver samman händelser i två tidsepoker.

### 1985–1986
Byråchef Berg på Säpo låter den excentriske polisöverintendent Waltin hantera känsligare ärenden efter eget huvud. Ett av dessa rör Krassner, en amerikansk journalist och konspirationsteoretiker vars kontakter och nystande oroar Nilsson, statsminister Palmes särskilde sakkunnige. När Waltins handgångne man Hedberg letar genom Krassners lägenhet blir han överrumplad av Krassner och slänger ut denne genom fönstret på femtonde våningen. Ansvarige kommissarie Bäckström avskriver snabbt fallet som självmord, men det fortsatta grävandet från bland andra Lars Martin Johansson, chef för Rikskriminalpolisen, får Nilsson att pressa Berg att avskeda Waltin. Waltin reagerar mycket hårt och får Hedberg att mörda statsminister Palme med ett vapen han smusslat ut från tekniska roteln. Parallellt har Waltin en sadomasochistisk sexuell affär med unga polisaspiranten Eriksson.

### Nutid
Bäckström kontaktas av konsthandlare Henning, som påstår sig ha Palmerevolvern, vapnet som dödade statsministern för trettio år sedan. Lars Martin Johansson, chef för Rikskriminalpolisen, får nys om saken och samlar Eriksson, Mattei och Lewin för en ny, inofficiell, utredning av Palmemordet. 
Vapenspåret leder till ett tidigare "utökat självmord" i Spånga i början på åttiotalet, men själva revolvern är enligt uppgift destruerad. Gruppen upptäcker, att Waltin fått en p-bot nära mordet i både tid och rum. Vittnen, som tidigare avfärdats som tokar, pekar ut Hedberg. 
Johansson får en kriminalinspektör vid godsroteln att erkänna, att han förfalskat dokumentationen för Spångarevolvern. Gruppen inser, att Waltin varit fåfäng nog att stjäla vapnet. När Waltin kommer på tal blir Eriksson synbarligen påverkad. Hon erkänner sin tidigare affär med Waltin för Johansson och bekräftar hur instabil och hatisk Waltin var.
När Johansson inser, att han har hittat sanningen bakom mordet, så samtalar han med Persson, Bergs närmaste man. Berg är död sedan några år. Persson letar igenom Waltins lägenhet och inser även han sanningen. Waltin, Persson och Johansson åker alla separat till Mallorca, där Hedberg lever sedan länge. 
Waltin tar ut Hedberg på en fisketur, men blir då dränkt av denne. En lokal polisman tipsar Hedberg för den razzia Johansson organiserat. Hedberg undkommer rättvisan, men hans flyktbåt sprängs av en laddning placerad i båten av Persson. 
Väl hemma i Sverige förklarar Persson för Johansson, att han tystade Hedberg för att skydda sin chef Bergs eftermäle. I den avslutande scenen syns Palmerevolvern i Waltins lägenhet.

## Rollista
| Rolf Lassgård       | – Lars Martin Johansson, chef för Rikskriminalpolisen         |
| Helena af Sandeberg | – Jeanette Eriksson, polisintendent                           |
| Ellen Jelinek       | – Lisa Mattei, kriminalkommissarie                            |
| Henrik Norlén       | – Jan Lewin, kriminalkommissarie                              |
| Jacob Ericksson     | – Nilsson, statsministerns särskilde sakkunnige               |
| Kjell Bergqvist     | – Erik Berg, byråchef Säpo                                    |
| Johannes Brost      | – Åke Persson, kriminalkommissarie Säpo                       |
| Jonas Karlsson      | – Claes Waltin, polisöverintendent Säpo                       |
| Ulf Friberg         | – Kjell Göran Hedberg, f.d. operatör/livvakt vid Säpo         |
| Claes Malmberg      | – Evert Bäckström, kriminalkommissarie vid godsspaningsroteln |
| Anders Johannisson  | – Göran Wijnbladh, kriminalinspektör vid godsspaningsroteln   |
| Per Svensson        | – Bo Jarnebring, kriminalinspektör                            |
| Scott Ackerman      | – John P Krassner, amerikansk journalist/författare           |
| Lars-Erik Berenett  | – Johan Forselius, professor och f.d. underrättelseofficer    |
| Christer Fant       | – Björn Söderström, chef för Säpo:s livvaktsrotel             |
| Göran Ragnerstam    | – Gustaf G:son Henning, konsthandlare                         |
| Johan Hedenberg     | – Stefan Berg, polisassistent vid Norrmalmspiketen            |
| Antti Reini         | – Kriminaltekniker                                            |
| Jimmy Lindström     | – Yngve Flykt, chef för Palme-gruppen                         |
| Lena B. Eriksson    | – Pia Hedin, postanställd och senare Johanssons fru           |
| Bengt C.W. Carlsson | – Vindeln, ögonvittne                                         |
| Petra Nielsen       | – Gertrud Lindberg Rosenberg, ögonvittne                      |